# سونغ ليتسونغ

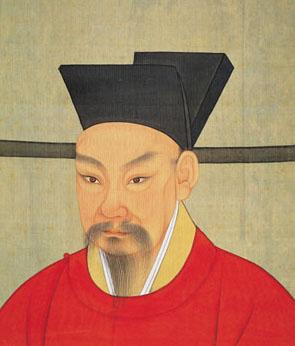
الإمبراطور سونغ ليتسونغ

الإمبراطور سونغ ليتسونغ (باللغة الصينية: 理宗؛ حسب بينيين: Lǐzōng) ‏ (1205 - 1264) هو الإمبراطور الرابع عشر في سلالة سونغ والخامس في سلالة سونغ الجنوبية. حكم الإمبراطورية في الفترة ما بين 1224 و1264.
في فترة حكمه تمكن المغول من القضاء على مملكة جين، وكانت البلاد في عهده تعاني من الأزمات الاقتصادية بسبب الحروب.
دام حكمه لفترة أربعين سنة، وتوفي سونغ ليزونغ دون أن ينجب، وخلفه ابن أخيه سونغ دوتسونغ Song Duzong.

## اقرأ أيضاً
- تاريخ الصين
- سلالات حاكمة في التاريخ الصيني